# Twee spoken
Twee spoken (1952) behelst het eerste korte proza van de Belgische schrijver Louis Paul Boon. Het vormt diens eerste uitgave bij De Arbeiderspers, in de reeks De Boekvink.

## Geschiedenis
Maagpijn (1946) en Uitleenbibliotheek (1947) werden in afleveringen gepubliceerd in het Vlaamse tijdschrift Front. In 1949 verscheen de tweede titel als gelegenheidsuitgave onder de titel Boontjes uitleenbibliotheek voor leden van de leesclub De Boekuil te Gent, voor welk publiek Boon zijn regionale taalgebruik wat had gestandaardiseerd. In 1952 verschenen beide verhalen in sterk vernederlandste versies onder de titel Twee spoken als Boons eerste uitgave in Nederland. Voor Boons Verzameld werk is gekozen voor de oorspronkelijke versies, die daarmee voor het eerst herdrukt werden.

## Inhoud
In weerwil van de titel telt het boekje drie onderdelen: Maagpijn en Uitleenbibliotheek worden met elkaar verbonden door Contrapunt, een pagina van een enkele alinea. De twee novellen zijn gebaseerd op Boons autobiografie: hij leed zelf aan de kwaal uit de eerste titel, ten behoeve waarvan hij net als de ik-persoon allerlei dokters afliep en ook heeft hij geprobeerd een buurtbibliotheek op te zetten. Het tussentekstje is vooral van belang vanwege de titel: het is, nog voor Menuet, de eerste keer dat Boon een titel aan de muziek ontleent.

## Trivia
Deze uitgave wordt ook wel aangeduid als Boontje's twee spoken, afhankelijk van de kwestie of men de genitief opvat als een aanwijzing dat de auteursnaam tot de titel behoort. Het gaat echter om dezelfde uitgave.